# Horst Schuberth
Hans Carl Horst Schuberth (* 25. Januar 1925 in Leipzig) ist ein deutscher Physiker und ehemaliger Hochschullehrer.

## Leben und Werk
Schuberth nahm nach dem Schulabschluss an der Petri-Oberschule in Leipzig und Rückkehr aus dem Wehrdienst ein Studium an der Universität Leipzig auf und promovierte 1960 zum Dr. rer. nat. 1961 erfolgte seine Ernennung zum Dozenten an der Technischen Hochschule Merseburg-Leuna. 1963 übernahm er die Abteilungsleitung im Institut der Deutschen Akademie der Wissenschaften in Berlin.
Er war Mitglied der Physikalischen Gesellschaft in der DDR und der Chemischen Gesellschaft in der DDR. Schwerpunkt seiner Forschungen ist die Mischphasen-Thermodynamik.

## Schriften (Auswahl)
- Vorausberechnung von Gleichgewichtsdaten eines ternären Systems mit ideal und stark nichtideal mischbaren Komponenten, sowie experimentelle Prüfung derselben am System n-Propylazetat/n-Butylazetat/Wasser. Leipzig 1960.
- Vorausberechnung von Gleichgewichtsdaten eines speziellen Typsternärer flüssiger Mischungen. Berlin 1961.
- Neue Möglichkeiten der Voraussage extraktiver und destillativer Eigenschaften spezieller flüssiger Mischungen. Leuna-Merseburg 1966.
- Thermodynamische Grundlagen der Destillation und Extraktion. Berlin 1972.
- Die Mischphasenthermodynamik in ihrer Anwendung auf die klassischen thermischen Selektivtrennverfahren. Berlin 1986.